# Gennadi Valjoekevitsj
Gennadi Ivanovitsj Valjoekevitsj (Russisch: Геннадий Иванович Валюкевич, Wit-Russisch: Генадзь Іванавіч Валюкевіч) (Lipsk (Oblast Brest ), 1 juni 1958 - Minsk, 30 december 2019) was een hink-stap-springer uit Wit-Rusland, die tijdens zijn atletiekcarrière de Sovjet-Unie vertegenwoordigde. Hij won driemaal een medaille op de Europese indoorkampioenschappen.
Hij was vader van Dmitrij Vaľukevič, die in dezelfde discipline voor Slowakije uitkomt.

## Titels
- Europees indoorkampioen hink-stap-springen - 1979
- Europees jeugdkampioen hink-stap-springen - 1977
- Sovjet-kampioen hink-stap-springen - 1979, 1982, 1984
- Sovjet-indoorkampioen hink-stap-springen - 1979, 1985

## Persoonlijke records
| Onderdeel                    | Prestatie | Datum            | Plaats   |
| ---------------------------- | --------- | ---------------- | -------- |
| hink-stap-springen (outdoor) | 17,53 m   | 1 juni 1986      | Erfurt   |
| hink-stap-springen (indoor)  | 17,32 m   | 17 februari 1985 | Chisinau |

## Prestaties
| Jaar | Wedstrijd        | Plaats    | Resultaat | Extra              |
| ---- | ---------------- | --------- | --------- | ------------------ |
| 1979 | EK indoor        | Wenen     | 2e        | hink-stap-springen |
| 1979 | IAAF wereldbeker | Montreal  | 2e        | hink-stap-springen |
| 1982 | EK indoor        | Athene    | 2e        | hink-stap-springen |
| 1983 | EK indoor        | Boedapest | 2e        | hink-stap-springen |